# 朴智修
朴智修（韓語：박지수，1998年12月6日—）為韓國女子籃球運動員，生於京畿道城南市，父親為籃球運動員朴相寬、母親曾是韓國女排青年隊成員，哥哥與母親同樣為排球運動員，朴智修在國小二年級開始接觸籃球，15歲又7個月時進入韓國國家女子籃球隊，2016年始效力WKBL清州KB之星，並在菜鳥球季收下新人后殊榮，2018年在WNBA選秀會第17順位被明尼蘇達山貓選中，隨即被交易至拉斯維加斯王牌，2020年WNBA球季因為在韓國進行訓練而缺席。2024年7月加拉塔薩雷宣布引進朴智修。

## 外部連結
- 朴智修在fiba.basketball（英语）
- 朴智修在archive.fiba.com（存檔）（英语）
- 朴智修在WNBA官網（英语）
- 朴智修在Basketball-Reference.com（國際）（英语）
- 朴智修在Basketball-Reference.com（WNBA）（英语）
- 朴智修在Eurobasket.com（球員）（英语）
- 朴智修在Olympedia（英语）